# زهره صادقی
زهره صادقی (زادهٔ ۱۳۲۹) همسر سید محمد خاتمی، رئیس‌جمهور پیشین ایران و خواهرزادهٔ سید موسی صدر است.
صادقی اگرچه در خانوادهٔ فرهنگی و سیاسی بزرگ شده اما هیچ وقت به‌طور جدی وارد فعالیت‌های سیاسی نشده‌است.

## فعالیت‌ها
او در سال ۱۳۷۸ به همراه تعدادی از همسران اعضای دولت وقت، مؤسسه خیریه «به‌آفرین فردا» را تأسیس کرد و اکنون یکی از مدیران این مؤسسه خیریه است.
مهم‌ترین حضور سیاسی او در سال ۱۳۸۷ و در جریان حملات اسرائیل به غزه بود که ده روز پیش از نامه‌نگاری اعظم‌السادات فراحی با همسر حسنی مبارک، در پاسخ به نامهٔ همسر امیر وقت قطر، نامه‌ای نوشته و خواستار فراخوان دولت‌ها و ملت‌ها برای حمایت از مردم فلسطین شده بود.

## خانواده
مادر زهره صادقی، خواهر سید موسی صدر و پدرش علی‌اکبر صادقی است که ۳۸ سال سابقه تدریس در دانشگاه شهید بهشتی را داشت که در فروردین ۱۳۹۳ درگذشت. زهره صادقی دخترخالهٔ صادق طباطبایی و فاطمه طباطبایی (همسر سیداحمد خمینی) است.
زهره صادقی در سال ۱۳۵۳ با سید محمد خاتمی ازدواج کرد. حاصل ازدواج آنها، دو دختر به نام‌های لیلا و نرگس و یک پسر به نام عماد است.
لیلا در سال ۱۳۵۵ به دنیا آمد و دارای مدرک دکتری است و اکنون به همراه همسرش در خارج از کشور زندگی می‌کند. نرگس در سال ۱۳۶۱ به دنیا آمد و اکنون در مقطع دکترا در حال تحصیل است. او نیز به همراه همسرش در خارج از کشور اقامت دارد، عماد نیز در فرودین ۱۳۶۷ به دنیا آمد و دارای کارشناسی ارشد مطالعات منطقه‌ای است و درسال ۹۸خبری منتشر شد که عماد به همراه همسرش به خارج از کشور مهاجرت کردند.